# Юй Сінь
Юй Сінь (*513 — †581) — китайський дипломат та поет часів династій Лян та Північне Чжоу.

## Життєпис
Походив із заможної та аристократичної родини Сінь. Народився у столиці династії Лян — Цзянліні (сучасна провінція Хубей). Син Юй Кенженя, чиновника центрального уряду. Отримав гарну освіту. У 528 році входить до почту сина імператора. Незабаром був прийнятий на державну службу. Про його діяльність в цей період мало відомостей. у 545 році призначається заступником очільника однієї з провінцій на півночі держави Лян. У 552 році брав участь у змові проти впливового сановника Хоу Цзина. У 554 році як посла Юй Сіня було відправлено до імператора династії Західна Вей щодо укладання мирної угоду, проте не мав успіху.
Після розгрому у 557 році династії Лян, війська Західної Вей захопили Юй Сіня та відправили до Чан'аня. Згодом він звільняється та перебирається до держави Північна Чжоу. Тут успішно служить імператорам Мін-ді та У-ді. У 581 році тесть імператора Сюань-ді — Ян Цзянь (засновник династії Суй) — влаштував заколот. Під час нього загинув Юй Сінь та його сини.

## Творчість
Складав вірші у жанрі фу, поєднуючи різні стилі, так звану північну та південну форми. Найбільш відомими творами Юй Сіня є «Рапсодія про сумні скарги Півдня», «Весна», «Гори».